# Nußdorf (Salzburg)
Nußdorf oder „Nussdorfer Höfe“ nennt sich ein Ensemble von zwei Bauerngehöften am nordöstlichen Stadtrand von Salzburg. Die Lage auf einer Anhöhe wird auch Nußdorfer Hügel genannt. Einer der beiden Höfe steht unter Denkmalschutz.

## Geographie
Nußdorf besteht aus zwei nebeneinander liegenden Gehöften, der Vordere Nußdorfer und der Hintere Nußdorfer, die auf einer Anhöhe nordöstlich der Stadt Salzburg auf 509 m ü. A. liegen. Das Gebiet, schon außerhalb des geschlossenen Stadtgebiets, wird Berg-Sam genannt und gehört zum Stadtteil Langwied.
Der Nußdorfer Hügel,
dessen Höhenlage die Bauern einnehmen, ist ein Moränenhügel zwischen dem Salzburger Becken und dem Salzburger Seengebiet und von letzterer durch das Kompental getrennt. Er ragt knapp 100 Höhenmeter über der Bodenlage des Salzburger Beckens.
Nachbarorte
| Kompenthal          |                                             | Söllheim (Gem. Hallwang, Bez. Salzburg-Umg.) |
| Kasern (Stt.)       | Kompassrose, die auf Nachbargemeinden zeigt | Mayrwies (Gem. Hallwang, Bez. Salzburg-Umg.) |
| Sam (Stt. Langwied) |                                             | Langwied Esch (Stt. Langwied)                |

## Geologie und Naturraum
Der Nußdorfer Hügel
besteht, wie der westlich benachbarte Plainberg, schon vollständig aus Flysch, grau-grünlichen kalkigen Quarz- bis Ton-Mergel-Sandsteinen (Mürbsandstein), hierorts Anthering-Formation genannt, und gehört zur Rhenodanubischen Flyschzone. Die Gesteine sind etwa 70–50 Millionen Jahre (mya) alt (Maastrichtium bis Ypresium, also Paläozän, Wende von der obersten Oberkreide beziehungsweise zum untersten Eozän).
Die Salzburger Seenplatte stellt sich als ausgedehnte Endmoräne des Salzachgletschers dar, hauptsächlich aus der Würmeiszeit, der letzten großen Kaltzeit im Alpenraum (Beginn vor ca. 100.000 Jahren). Der Plainberg-Nußdorf-Zug bildet eine daraus auserodierte Klippe, teils als direkte Prallwand des Gletschervorstoßes
und durch die Eintalung der Fischach (vom Wallersee) und des Schernbachs  freigestellt – in beiden Talungen ist das Tertiär ebenfalls aufgeschlossen.
Im Salzburger Becken hatte sich ein umfangreicher Gletscherendsee gebildet, dem die Bäche von der Moräne südwestwärts zuflossen.
Den südlichen Fuß begleiten noch glaziale Niederterrassen, sonst liegt rundum nacheiszeitliches Sediment.
Im östlichen Kompental ist ein Stück der Zementmergelserie der Flyschzone aufgeschlossen, wie sie sich auch am Heuberg östlich findet.

Rund um Nußdorf liegen in den Niederungen noch heute vereinzelte Moorreste, so der Tümpel in Kasern, der Schleiferbachteich und das Samer Mösl in Sam sowie das Langmoos in Langwied.
Der Nußdorfer Hügel selbst ist in der Gipfelflur Landwirtschaftsgebiet der Höfe, umstanden von einem Gürtel tief- bis submontanen Eichen-Buchenwalds. Bis auf die Durchschneidung durch die Autobahntrasse ist der Berg weitgehend naturnah. Nördlich der Höfe liegt noch ein geschützter Teich.

## Geschichte

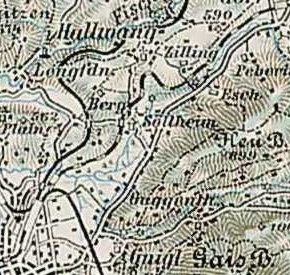
„Söllheim“. Franzisco-Josephinische Landesaufnahme, Blatt 31–48 Salzburg, um 1900 (mit Salzkammergut-Lokalbahn, Nußdorf zwei Häuser, unterhalb von „Berg“)

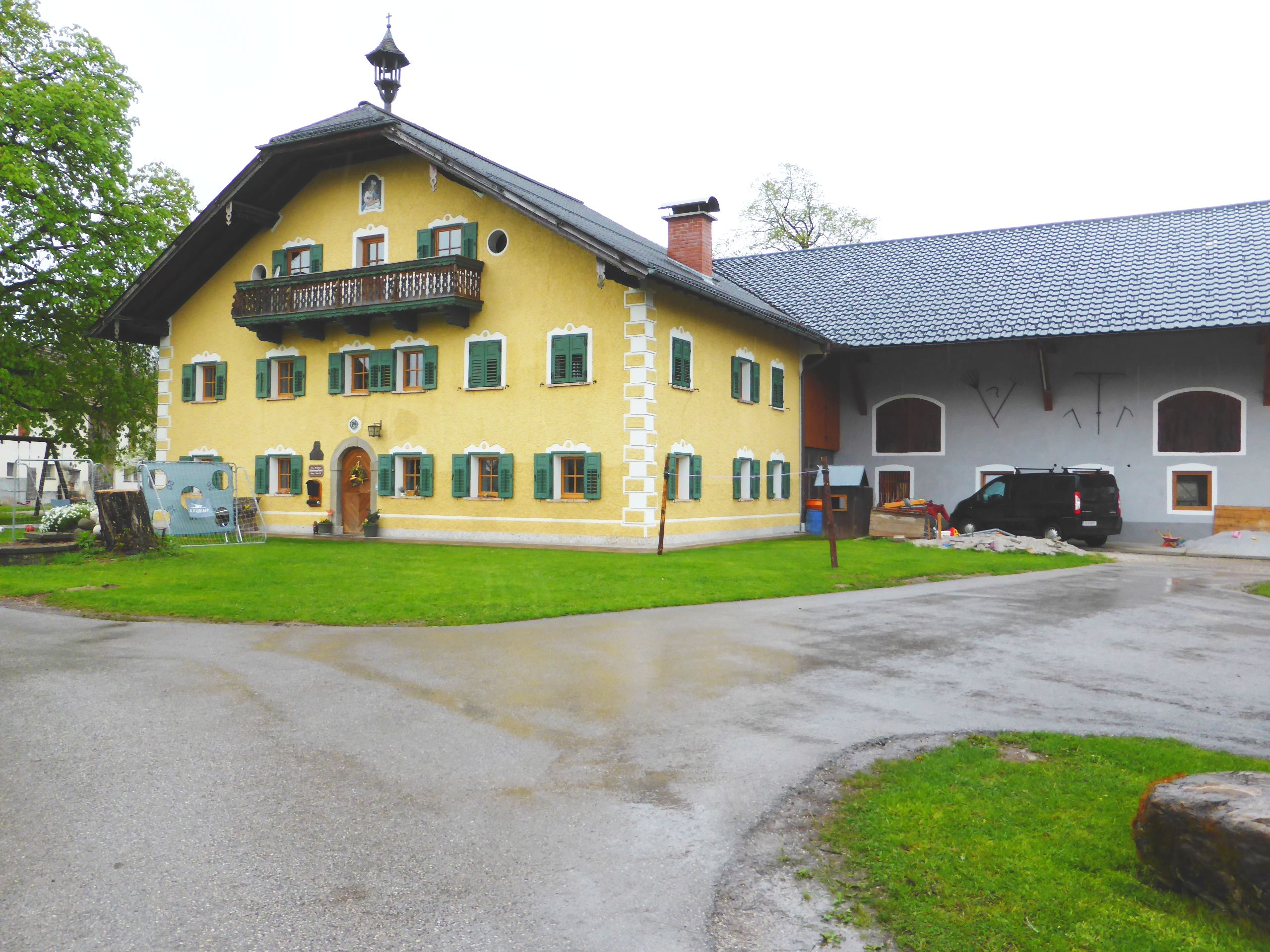
Bauernhof Berg-Sam 21

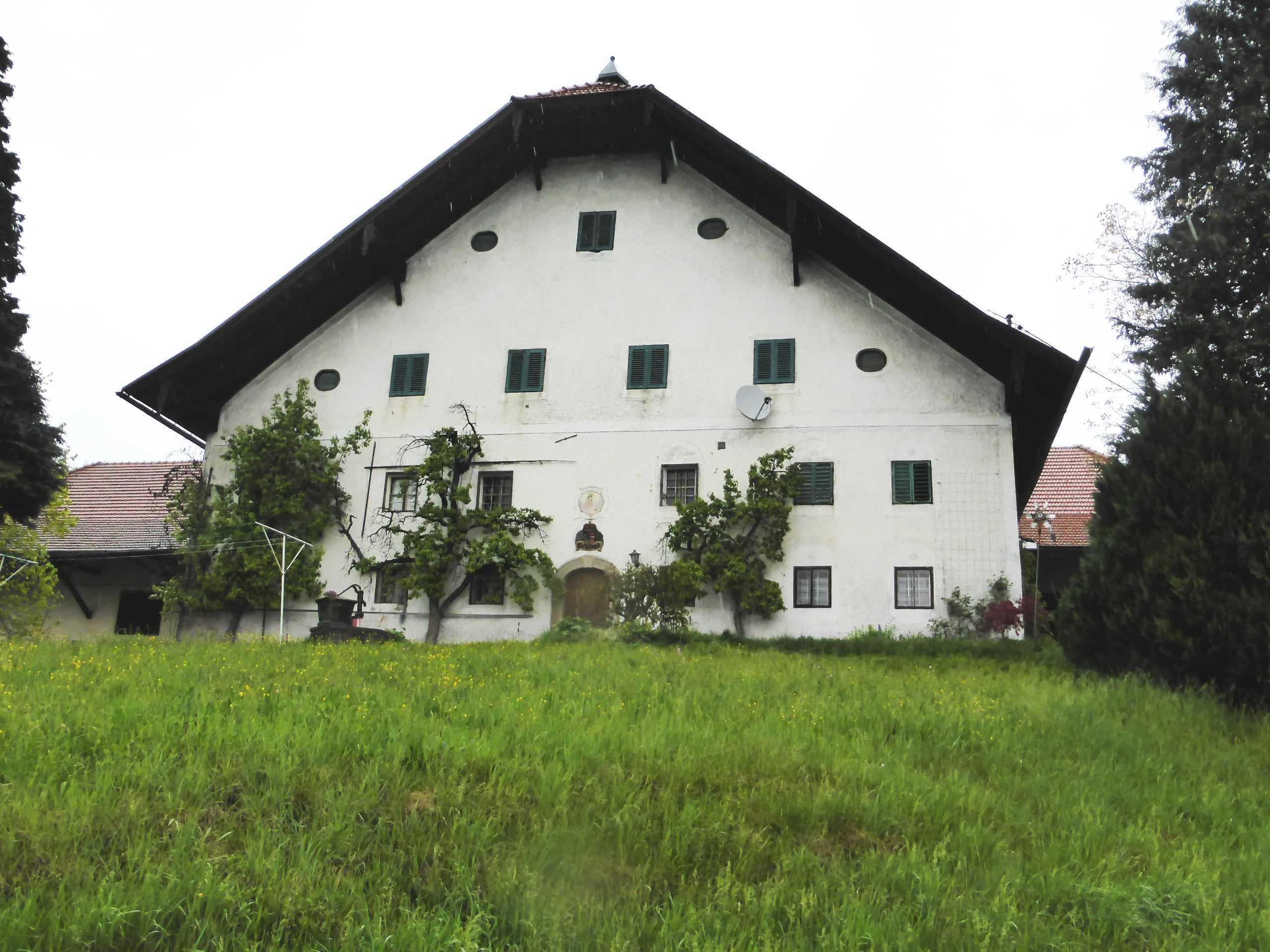
Bauernhof Berg-Sam 22

Der Name Nußdorf für diese Einzellage ist urkundlich (Breves Notitiae) schon vor 748 in der Form Nusdorf belegt, seinerzeit schenkte ein Milo von Bayern († 748) seine Güter in Nußdorf mit 13 Wohnstellen der Salzburger Kirche. Dabei ist der Wortteil -dorf nicht als eine Ansammlung von mehreren Häusern, sondern in seiner alten Bedeutung ‚Wohnsitz, Gehöft‘ zu verstehen. Der Name Nußdorf bedeutet demnach etwa ‚Wohnplatz mit/bei einem Nussbaum/Nussbäumen‘.
Die Wohnstätten waren noch im 20. Jahrhundert mit dem ganzen Gebiet um Schloss Söllheim Teil der Ortsgemeinde Hallwang. Beide Landwirtschaftsbetriebe gehörten früher zu den größten Bauern der Gemeinde und sind heute als Erbhöfe anerkannt.
Der hintere Nußbaumer (Bergsam 22, Berndlgut) steht unter Denkmalschutz.
1939, als in der NS-Zeit in Österreich viele weitere Großgemeinden gebildet wurden, kam auch der Südteil Hallwangs zu Salzburg (kurz nach den bis dahin eigenständigen Gemeinden Gnigl und Itzling 1935, die vorher zwischen dem Gemeindegebiet von Hallwang und der Stadt Salzburg gelegen waren).
Pfarrlich gehören die Häuser aber noch immer zur Pfarre Hallwang, Pfarrsprengel Söllheim Hl. Antonius, also zum Dekanat Bergheim, nicht zum Stadtdekanat.
Zu jener Zeit wurde auch mit dem Bau der Westautobahn begonnen, der aber nach 1941 weitgehend eingestellt wurde. Der Anstieg bei Nußdorf war trassiert, das Söllheimer Viadukt (Talübergang Söllheim) nur in einer Spur fertiggestellt. Erst in den späten 1950ern wurde der Bau vollendet, vorher war die Steigungsstrecke bei den Einheimischen für Belustigungen wie etwa Seifenkistelrennen beliebt.
Am 15. August 1996 stürzte in Nußdorf eine Piper PA44, ein kleines Privatflugzeug, am Flug von Zell am See nach Prag bei schlechtem Wetter ab. Der Unfall verursachte geringen Geländeschaden beim Hof Berg-Sam 22, Pilot und zwei Passagiere verstarben, Unfallursache war ein Pilotenfehler.

## Verkehr
Die Bauernhöfe sind durch eine Zufahrtsstraße aus dem südwestlich gelegenen Sam erschlossen; nach Norden führt ein Weg weiter bis zum Söllheimer Viadukt der Westautobahn (A 1). Diese steigt hier aus dem Stadtraum kommend an und führt unter den beiden Gehöften etwa auf halber Berghöhe vorbei. Südwestlich unterhalb liegt die Autobahnraststätte Kasern, nördlich spannt das Viadukt über das Kompental.
Schon leicht erhöht am Hügel zieht die Ischlerbahntrasse, die Linie der ehemaligen Salzkammergut-Lokalbahn, entlang. Die nächstgelegene Haltestelle war Söllheim. Der Weg wird heute als Wander- und Radweg benutzt.